# وتر (رور)
شهر وتر (به آلمانی: Wetter) در ایالت نوردراین-وستفالن در کشور آلمان واقع شده‌است.